# Hoa hậu Hoàn vũ Indonesia
Hoa hậu Hoàn vũ Indonesia, còn gọi là Puteri Indonesia là một cuộc thi sắc đẹp được tổ chức thường niên tại đất nước Indonesia. Người chiến thắng của cuộc thi sẽ đại diện cho Indonesia tham dự cuộc thi Hoa hậu Hoàn vũ.

## Các Hoa hậu Hoàn vũ Indonesia
| Năm       | Hoa hậu Hoàn vũ Indonesia         | Đại diện vùng   | Thành tích tại Hoa hậu Hoàn vũ | Giải thưởng đặc biệt tại Hoa hậu Hoàn vũ |
| --------- | --------------------------------- | --------------- | ------------------------------ | ---------------------------------------- |
| 2007      | Putri Raemawasti                  | Đông Java       |                                |                                          |
| 2006      | Agni Pratistha                    | Trung Java      |                                |                                          |
| 2005      | Nadine Chandrawinata              | Jakarta         | Top 15 Hoa hậu Hoàn vũ 2005    |                                          |
| 2004      | Artika Sari Devi                  | Bangka Belitung |                                |                                          |
| 2003      | Dian Krishna                      | Jakarta         | không tham dự                  |                                          |
| 2002      | Melanie Putria Dewita Sari        | Tây Sumatra     | không tham dự                  |                                          |
| 2001      | Angelina Patricia Pingkan Sondakh | Bắc Sulawesi    | không tham dự                  |                                          |
| 2000      | Bernika Irnadianis Ifada          | Jakarta         | không tham dự                  |                                          |
| 1996-1999 | Alya Rohali                       | Jakarta         |                                |                                          |
| 1995      | Susanty Manuhutu                  | Maluku          |                                |                                          |
| 1994      | Venna Melinda                     | Jakarta         |                                |                                          |
| 1992-1993 | Indira Paramarini Soediro         | Jakarta         | không tham dự                  |                                          |